# Chysis chironii
Chysis chironii är en orkidéart som beskrevs av Fredy Archila. Chysis chironii ingår i släktet Chysis och familjen orkidéer. Inga underarter finns listade i Catalogue of Life.